# Atletismo nos Jogos Olímpicos de Verão de 2008 - Revezamento 4x100 m feminino
A competição de 4 x 100 metros estafetas feminino dos Jogos Olímpicos de Verão de 2008 foi realizado nos dias 21 e 22 de Agosto.
A equipe da Rússia venceu a prova em Pequim mas oito anos depois, em 16 de agosto de 2016, após revelar o reteste por doping da atleta Yuliya Chermoshanskaya, integrante do revezamento,  o Comitê Olímpico Internacional desclassificou oficialmente a equipe  e realocou as medalhas, com a equipe da Bélgica se tornando a campeã olímpica .

## Medalhistas
|  | BEL Bélgica                                             |  | NGR Nigéria                                                                    |  | BRA Brasil                                                      |
|  | Olivia Borlée Hanna Mariën Élodie Ouédraogo Kim Gevaert |  | Franca Idoko Gloria Kemasuode Halimat Ismaila Oludamola Osayomi Agnes Osazuwa* |  | Rosemar Coelho Lucimar de Moura Thaissa Presti Rosângela Santos |

* Atleta que participou da fase qualificatória

## Recordes
Antes desta competição, os recordes mundiais e olímpicos da prova eram os seguintes:
| Tipo | Atleta                                                                             | Tempo | Local    | Data                 |
| ---- | ---------------------------------------------------------------------------------- | ----- | -------- | -------------------- |
|      | Alemanha Oriental · Romy Müller · Sabine Günther · Ingrid Auerswald · Marlies Göhr | 41,37 | Camberra | 6 de outubro de 1985 |
|      | Alemanha Oriental · Bärbel Wöckel · Marlies Göhr · Ingrid Auerswald · Romy Müller  | 41,60 | Moscovo  | 1 de agosto de 1980  |

## Resultados

### Eliminatórias
Por cada eliminatória apuraram-se para a Final os primeiros três (Q) e os segundos dois mais rápidos (q).
| Eliminatória | Pista | País                  | Atletas                                                                          | Resultados | Notas  |
| ------------ | ----- | --------------------- | -------------------------------------------------------------------------------- | ---------- | ------ |
| 2            | 7     | JAM Jamaica           | Shelly-Ann Fraser, Sheri-Ann Brooks, Aleen Bailey, Veronica Campbell-Brown       | 42.24      | Q (SB) |
| 2            | 3     | RUS Rússia            | Yevgenia Polyakova, Aleksandra Fedoriva, Yulia Gushchina, Yuliya Chermoshanskaya | 42.87      | Q      |
| 1            | 7     | BEL Bélgica           | Olivia Borlee, Hanna Marien, Elodie Ouedraogo, Kim Gevaert                       | 42.92      | Q (SB) |
| 1            | 9     | GBR Grã-Bretanha      | Jeanette Kwakye, Montell Douglas, Emily Freeman, Emma Ania                       | 43.02      | Q      |
| 1            | 5     | BRA Brasil            | Rosemar Coelho Neto, Lucimar de Moura, Thaissa Presti, Rosângela Santos          | 43.38      | Q      |
| 1            | 8     | NGR Nigéria           | Franca Idoko, Gloria Kemasuode, Agnes Osazuwa, Oludamola Osayomi                 | 43.43      | q (SB) |
| 1            | 6     | POL Polônia           | Ewelina Klocek, Daria Korczynska, Dorota Jedrusinska, Marta Jeschke              | 43.47      | q      |
| 2            | 4     | GER Alemanha          | Annett Mollinger, Verena Sailer, Cathleen Tschirch, Marion Wagner                | 43.59      | Q      |
| 1            | 3     | BLR Bielorrússia      | Yuliya Nestsiarenka, Aksana Drahun, Nastassia Shuliak, Anna Bagdanovich          | 43.69      | (SB)   |
| 2            | 5     | CHN China             | Tao Yujia, Wang Jing, Jiang Lan, Qin Wangping                                    | 43.78      |        |
| 2            | 9     | THA Tailândia         | Sangwan Jaksunin, Orranut Klomdee, Jutamass Thavoncharoen, Nongnuch Sanrat       | 44.38      |        |
| 2            | 2     | FRA França            | Myriam Soumare, Muriel Hurtis-Houairi, Lina Jacques-Sebastien, Carima Louami     | DNF        |        |
| 1            | 4     | ITA Itália            | Anita Pistone, Vincenza Calì, Giulia Arcioni, Audrey Alloh                       | DSQ        |        |
| 2            | 6     | TRI Trinidad e Tobago | Wanda Hutson, Kelly-Ann Baptiste, Ayanna Hutchinson, Semoy Hackett               | DNF        |        |
| 2            | 8     | UKR Ucrânia           | Nataliia Pygyda, Natalia Pohrebniak, Iryna Shepetyuk, Oksana Shcherbak           | DSQ        |        |
| 1            | 2     | USA Estados Unidos    | Angela Williams, Mechelle Lewis, Torri Edwards, Lauryn Williams                  | DSQ        |        |

### Final
| Pos               | Raia | País             | Competidoras                                                                     | Resultado  |
| ----------------- | ---- | ---------------- | -------------------------------------------------------------------------------- | ---------- |
| Medalha de ouro   | 5    | BEL Bélgica      | Olivia Borlée, Hanna Mariën, Élodie Ouédraogo, Kim Gevaert                       | 42.54 (NR) |
| Medalha de prata  | 3    | NGR Nigéria      | Franca Idoko, Gloria Kemasuode, Halimat Ismaila, Oludamola Osayomi               | 43.04      |
| Medalha de bronze | 8    | BRA Brasil       | Rosemar Coelho Neto, Lucimar de Moura, Thaissa Presti, Rosângela Santos          | 43.14      |
| 4                 | 9    | GER Alemanha     | Anne Möllinger, Verena Sailer, Cathleen Tschirch, Marion Wagner                  | 43.28      |
| –                 | 7    | GBR Grã-Bretanha | Jeanette Kwakye, Montell Douglas, Emily Freeman, Emma Ania                       | DNF        |
| –                 | 6    | JAM Jamaica      | Shelly-Ann Fraser, Sherone Simpson, Kerron Stewart, Veronica Campbell-Brown      | DNF        |
| –                 | 2    | POL Polônia      | Ewelina Klocek, Daria Korczynska, Dorota Jedrusinska, Joanna Henryka Kocielnik   | DSQ        |
| DSQ               | 4    | RUS Rússia       | Yevgenia Polyakova, Aleksandra Fedoriva, Yulia Gushchina, Yuliya Chermoshanskaya | 42.31      |